# Соло (фільм, 1996)
«Соло» (англ. Solo) — американський науково-фантастичний бойовик 1996 року режисера Норберто Барби. У головних ролях знялися Маріо Ван Піблс, Вільям Седлер, Едрієн Броуді, Баррі Корбін та Деміан Бехір. Фільм створений на основі роману «Зброя» Роберта Мейсона й адаптований під сценарій Девід Л. Корлі для «Колумбії / TriStar Pictures».
Отримав негативні відгуки кінокритиків.

## Сюжет
Соло (Ван Піблс) — андроїд, створений як військова машина для вбивств. Генерал Хейнс (Баррі Корбін) надсилає його в Центральну Америку для боротьби з партизанами-повстанцями, але програмуванні Соло розвивається недолік, внаслідок якого у нього розвивається совість та співчуття. Розробники Соло намагаються доставити його назад для перепрограмування, але він за допомогою вертольоту втікає в джунглі. Його основне енергозабезпечення було пошкоджено під час першої місії, через що Соло змушений перейти на значно слабшу вторинну потужність.
Соло приєднується до невеликої сілянської громади, яка знаходиться під постійною загрозою нападів з боку партизанів, андроїд захищає селян в обмін на використання їх електричного генератора (раніше той використовувався для живлення телевізора). Там він вчиться «блефувати» від дитини, яка вважає його другом, Мігеля.
Соло допомагає селам прогнати місцевого воєначальника (Деміана Біхіра) та його невелику армію, але воєначальник викликає регулярну армію. Команду чорних командос відправляють, щоб відновити або знищити Соло, де вони вступають в союз з Воєначальником. Лідер чорних операторів, полковник Френк Мадден (Вільям Седлер), бере з собою творця Соло (Едрієн Броуді) як приманку, залишаючи чоловіка смертельно пораненим, але Соло рятується з пастки. Окупувавши село, повстанці та команда чорні командос намагаються вбити Соло, але натомість андроїд вбиває їх усіх.
Воєначальник зраджує Меддена та намагається вбити Соло автоматичним гранатометом. Соло вступає в рукопашний бій з Медденом та ламає полковнику хребет, однак той залишається живим. Проте неочікувано вертоліт доставляє потужнішу версію андроїда (Садлер), який озброєний багатоствольною рушницею та має обличчя Меддена. MkII вбиває Меддена і переходить до полювання на Соло. Він рятує жителів села та знищує андроїда MkII, використовуючи набуті навички блефу. Після того, як у печері два андроїди билися на смерть, військові залишили її, вважаючи, що обидва підрозділи знищені і не підлягають поверненню, Мігель, друг Соло, оплакує його, вважаючи, що андроїд знищили в печері, проте згодом чує голос Соло, який вибрався на свободу.

## У ролях
- Маріо Ван Піблс — Соло
- Вільям Седлер — Полковник Френк Медден/Вдосконалений Соло
- Едрієн Броуді — Доктор Біл Стьюарт
- Баррі Корбін — Генерал Клайд Гейнс
- Деміан Бехір — Ріо
- Taboo — Сержант Лоренсо
- Сейді Лопес — Агела
- Абрахам Вердуско — Мігель
- Хоакін Гаррідо — Васкес

## Відгуки
Цей фільм має рейтинг 6% на основі 35 відгуків на сайті Rotten Tomatoes, з наступним коментарем: «За участю молодих акторів та чудових персонажів, Соло — занадто простий екшн, який одночасно передбачуваний та швидко забувається».